# Kostel svatého Mikuláše (Svatý Mikuláš, okres Kutná Hora)
Kostel svatého Mikuláše je římskokatolický kostel nacházející se v obci Svatý Mikuláš v okrese Kutná Hora. Od roku 1958 je zapsán v Ústředním seznamu nemovitých kulturních památek ČR. Jedná se o čtvercový presbytář gotického kostela z přelomu 13. a 14. století. Jeho původní loď byla zbořena v roce 1790 a nová byla přistavěna v neogotickém slohu v roce 1872. Presbytář kostela patří mezi nejstarší stavby v regionu. V kostele se nekonají pravidelné bohoslužby.

## Historie
Výstavba kostela je spojená se založením Svatého Mikuláše. V 10. století byl mezi Kolínem a Čáslaví knížecí les ve kterém byla založena osada Bor. V roce 1278 koupil sedlecký opat Mikuláš I. les i s osadou. Tím přešla pod pravomoc sedleckého kláštera, který zde kolem roku 1307 vystavěl chrám k poctě biskupa svatého Mikuláše. Téhož roku je doložen farář od Svatého Mikuláše jako svědek na listině v Jihlavě. Od té doby se osadě říkalo Bor sv. Mikuláše a od druhé poloviny 15. století už jen Svatý Mikuláš.
První písemná zmínka o existenci farního kostela, a nejen faráře, je z roku 1352. Tehdy byl součástí čáslavského děkanátu. Na začátku 15. století byl kostelním farářem Jiří z Boru, který vystupoval proti Janu Husovi. Po husitských válkách fara zanikla a během 15. a 16. století zde sloužili utrakvističtí kněží z fary v Záboří nad Labem.
Během třicetileté války byla obec v roce 1639 vypálena Švédy, utrpěl i kostel. V roce 1655 byl připojen jako filiální k faře v Církvici, když hrabě Bernard František z Věžník koupil novodvorské panství. Na jeho náklady byl kostel v roce 1680 důkladně opraven.
Za josefínských reforem byl kostel roku 1786 zrušen. Jeho vybavení bylo rozprodáno ve veřejné dražbě a bylo rozhodnuto o jeho stržení, ke kterému došlo v roce 1790. Na žádost obce byl zachován presbytář, který měl sloužit jako márnice a obec se zavázala jej také udržovat jako příležitostnou kapli. Ke zrušení hřbitovu došlo v roce 1829.
V roce 1872 byl kostel opět opraven a rozšířen o neogotickou loď. Dovnitř byl umístěn oltář darovaný hrabětem Chotkem. K dalším opravám došlo v roce 1977 a 2015.

## Popis
Orientovaný kostel se nachází na návsi uprostřed obce a je obklopený zastavěnou plochou a stromy. Vstup do něj je veden na západní straně předsíně přes pravoúhlé dvoukřídlé kazetové dveře, které jsou osazené v dřevěné zárubni. Čtvercová předsíň má valbu s plechovou krytinou. Omítka kostela je hladká a nezdobená, okna mají lomený oblouk.
Z původní stavby z přelomu 13. a 14. století zbyl pouze presbytář. Původní loď byla zbořena v roce 1790 a v roce 1872 byla přistavěna současná čtvercová neogotická loď, krytá stanovou střechou s taškami bobrovkami a zakončená vížkou s lucernou ve vrcholu. Loď je sklenuta a přes hrotitý vítězný oblouk se otevírá do gotického presbytáře o rozměrech (5,5 × 5) m. Ten má klenbu s jednoduchými klínovými žebry, dole je ukončený jehlancovým podseknutím. Ve středu klenby je kruhový terčový svorník.
Ve východní stěně je úzké lomené okénko s kamenným ostěním a tři odkládací výklenky. Je možné, že nad presbytářem byla chórová věž, ale nelze to jistě prokázat. Je ovšem patrná na mapě novodvorského panství z roku 1734.

## Další fotografie

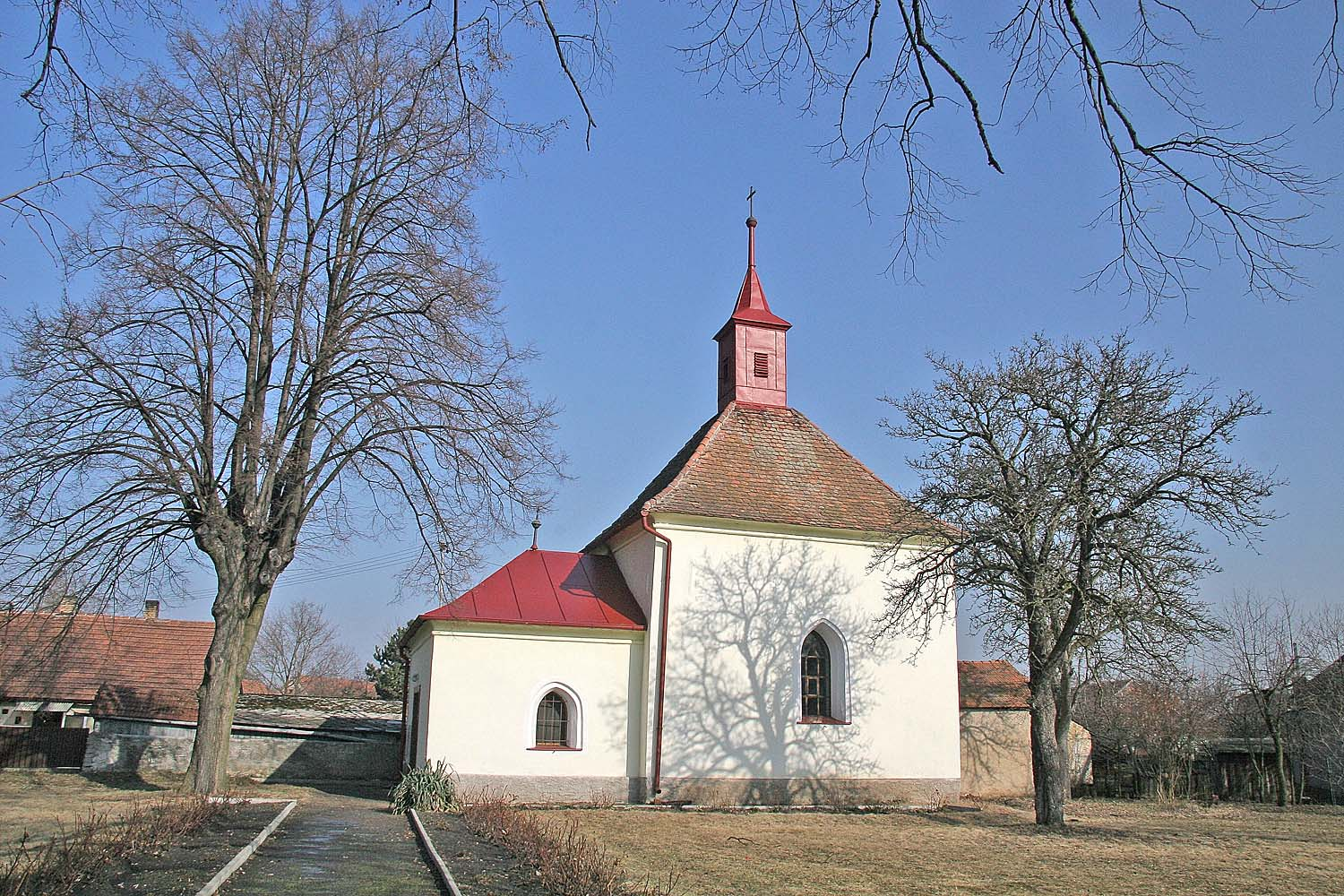